# 郑南升
郑南升（？—？），古新兴乡棉阳（今潮阳棉城）人，生卒无可考，字文振，北宋理学家。绍熙（1190年-1194年）中从师朱熹，为其两位岭南弟子之一。潜心于《论语》、《孟子》。而被朱熹所赏识。朱熹曾说：“看文字须以郑文振为法，理会得便说出，待某看甚处未是，理会未得，便问”。在《朱子语类》一书中，有关郑南升的大概有104条。朱熹晚年返回福建建阳考亭后，郑南升仍随侍于朱熹的身旁。